# Independente de Eucalipto
Grêmio Recreativo Escola de Samba Independente de Eucalipto (ou simplesmente Independente de Eucalipto) é uma escola de samba da cidade Vitória.
Após alguns anos sem participar do carnaval capixaba, a Eucalipto voltou a disputar o carnaval em 2018, ficando com a terceira colocação do Grupo B, reeditando o enredo de 1985 sobre a rádio. Para o carnaval de 2019, a escola do Maruípe contou a história de  Padre Cícero, desfile desenvolvido pelo carnavalesco Alex Santiago. Em abril de 2022, a Eucalipto desfilou com o enredo Pássaro de Fogo.
Em 2025, escola atravessou a avenida com o enredo “Vem da cidade das águas, a delícia mundial”, explorando a história, o desenvolvimento e a economia do município de Linhares. Em busca de dar um "boom" em seu carnaval, o desfile contou com a participação de Gretchen, estreando no carnaval Capixaba e como Rainha de Bateria pela primeira vez.

## Segmentos

### Casal de Mestre-sala e Porta-Bandeira
| Ano       | Casal                          | Ref. |
| --------- | ------------------------------ | ---- |
| 2024-2025 | Marlon Lamar e Thaina Teixeira |      |

### Bateria

#### Mestre de Bateria
| Ano       | Mestre                          | Ref. |
| --------- | ------------------------------- | ---- |
| 2024-2025 | Leonardo Pereira e Luan Velasco |      |

#### Rainha de Bateria
| Ano  | Rainha de Bateria | Ref.  |
| ---- | ----------------- | ----- |
| 2025 | Gretchen          | [ 4 ] |

## Carnavais
| Ano | Colocação          | Divisão | Enredo                                                                   | Carnavalesco     | Intérprete |
| --- | ------------------ | ------- | ------------------------------------------------------------------------ | ---------------- | ---------- |
| 2018 | 3.º Lugar          | Grupo B | "Eucalipto toca no seu rádio de novo!" (Reedição de 1985)                | Douglas Palluzzo | Neno Bahia |
| 2019 | Vice Campeã        | Grupo B | "Padre Cícero Romão - O padim do Nordeste"                               | Alex Santiago    | Neno Bahia |
| 2020 | 3º Lugar           | Grupo B | "Dulce - O doce anjo da misericórdia"                                    |                  |            |
| Inicialmente adiados para o mês de julho, os desfiles do Carnaval 2021 foram cancelados devido a pandemia de Covid-19. |                    |         |                                                                          |                  |            |
| 2022 | 4º Lugar           | Grupo B | "Pássaro de Fogo"                                                        |                  |            |
| 2023 | Campeã (Promovida) | Grupo B | "Do Yoruba ao Santuário Negro"                                           |                  |            |
| 2024 | 5º Lugar           | Grupo A | "Baixo Guandu - Pelo Mar E Nos Trilhos da Economia O Progresso Se Fez"   | Douglas Palluzzo | Neno Bahia |
| 2025 | 6º lugar           | Grupo A | "Vem da cidade das águas, a delícia mundial, Linhares, a terra do cacau" | Douglas Palluzzo | Neno Bahia |

## Títulos
| Títulos da Independente de Eucalipto | Títulos da Independente de Eucalipto | Títulos da Independente de Eucalipto | Títulos da Independente de Eucalipto | Títulos da Independente de Eucalipto |
| Divisão                              | Divisão                              | Títulos                              | Carnavais                            | Referências                          |
| ------------------------------------ | ------------------------------------ | ------------------------------------ | ------------------------------------ | ------------------------------------ |
|                                      | Terceira Divisão                     | 1                                    | 2023                                 | [ 6 ]                                |